# György Orth
György Orth (30 d'abril de 1901 - 11 de gener de 1962) fou un futbolista i entrenador hongarès.
Destacà com a futbolista al club de la seva ciutat, el Vasas, jugant més tard a Pisa Calcio. Abans de retirar-se jugà al MTK Budapest. Fou internacional amb la selecció hongaresa. Posteriorment fou un destacat entrenador. Va formar part de l'equip xilè a la Copa del Món de 1930.